# Chikkalingadhalli, Chincholi
Chikkalingadhalli là một làng thuộc tehsil Chincholi, huyện Gulbarga, bang Karnataka, Ấn Độ.